# Замок Верденберг
47°10′07″ пн. ш. 9°27′42″ сх. д. / 47.1685° пн. ш. 9.4616° сх. д.
Замок Верденберг (нім. Werdenberg) — середньовічний замок у швейцарському місті Верденберг. Один з найвражаючих замків кантону Санкт-Галлен, що добре збереглися. Верденберзький замок, як і розташовані неподалік замки Вартау (нім. Wartau, Вартау) та Шаттенбург (нім. Schattenburg (Фельдкірх, Австрія) відноситься до того типу замків, в яких вежа і головна будівля об'єднані в одну цілу захисну споруду.

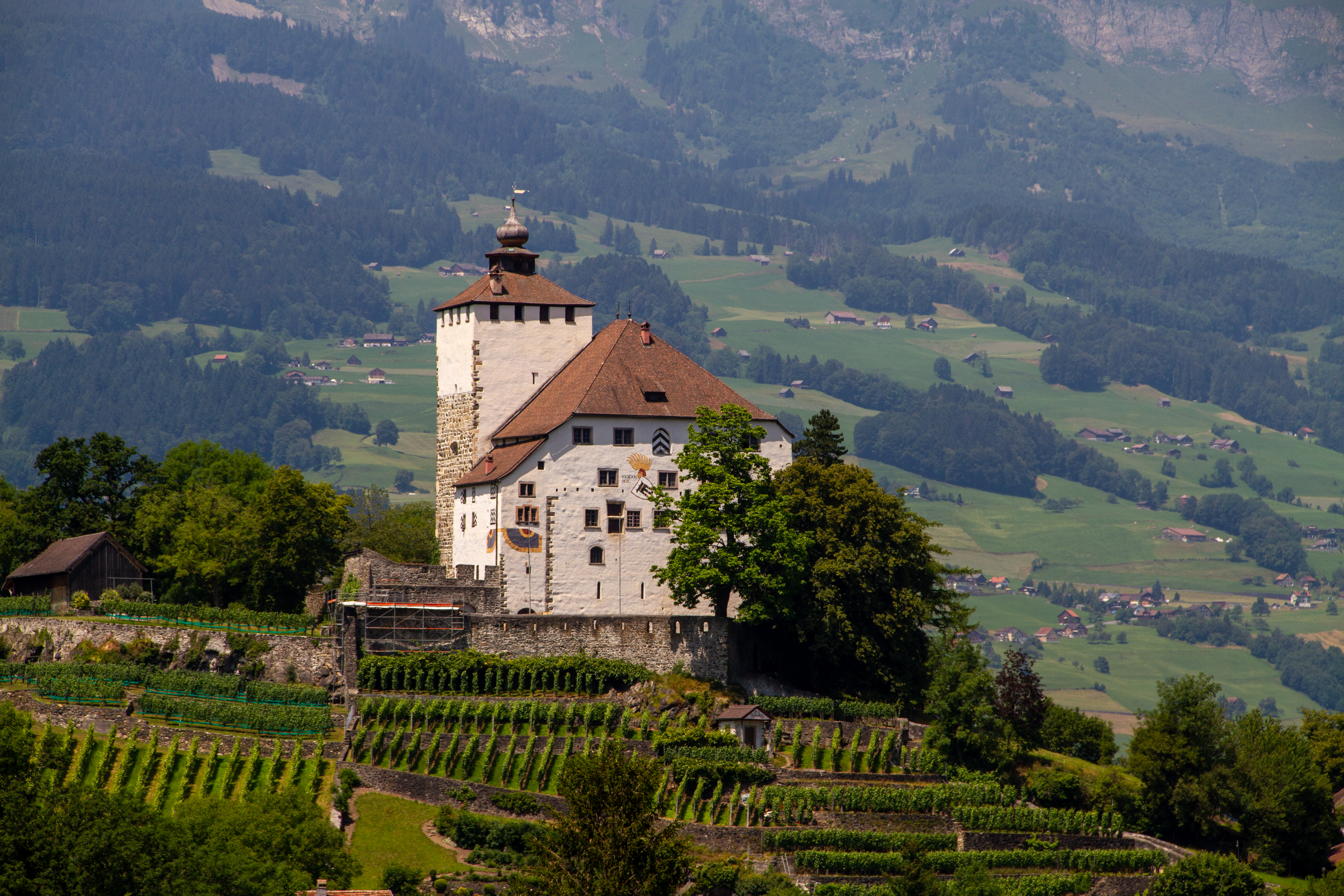
Замок Верденберг, вид з південного сходу.

## Опис та історія замку
Замок, що чудово зберігся, стоїть на пагорбі над містечком Верденбергом. Башта-донжон і головна будівля замку утворюють єдиний комплекс, який має квадратну у плані форму. Компактне розташування будівель зумовлене, насамперед, обмеженістю місця на вершині пагорба.
Деякі джерела вказують на можливість існування на цьому місці сторожової римської вежі з поселенням біля підніжжя пагорба, проте археологічних доказів достовірності цієї гіпотези поки що немає.
Реставраційні роботи 1977-1978 років показали, що комплекс будівель замку виник протягом короткого, можливо, навіть одного будівельного періоду. Вежа-донжон і головна будівля були побудовані в один і той же самий час, про що свідчать гомогенна структура кам'яних стін і монолітність кутових з'єднань будівель. Фрагмент романського вікна другого поверху та ніші із сидіннями в караульних приміщеннях сягають початку XIII століття. Будівельником замку вважається граф Рудольф I фон Верденберг († 1247-1248). Деякі дослідники вважають, що замок міг бути побудований ще раніше його батьком графом Хуго I фон Монфортом (1182—1235), який достовірно вважається будівельником замку Шаттенбург.
Міцна кладка стіни з великого каміння, укладеного рівномірними шарами, дозволяє приписати його будівництво епосі великого будівництва замків за часів панування династії Штауфенів. Так звана Гларнська прибудова, що носить також ім'я квартири виноградаря, була побудована в XIV або навіть на початку XVI століття. Можливо, що сучасні вхідні сходи головної будівлі спочатку були облоговим двором. У Пізнє Середньовіччя було складено зубці на вершині вежі-донжона та на верхньому поверсі головної будівлі. У цей час у стіні будівлі були пробиті характерні ступінчасті вікна. Внутрішні покої замку були перебудовані, що перетворило замок із оборонної споруди на житловий комплекс. Оригінальні дерев'яні конструкції та дах були втрачені під час пожежі 1695 року, яка трапилася під час святкувань з нагоди вступу на посаду намісника Йоганна Цвейфеля (Johannes Zweifel). Відновлення перекриттів після пожежі було завершено 1697 року, про що свідчить дата на стельовому булку вестибюлю другого поверху. В 1780 на вершині даху вежі з'явилася цибулинна глава, найімовірніше за наказом намісника Якоба Шиндлера (Jakob Schindler, 1778-1781 рр..)
У ХІХ столітті сім'я Гілті, останні власники замку, пробили кілька додаткових вікон, влаштували балкон на північній стіні головної будівлі і обновили внутрішні покої.
На схилах пагорба, на якому розташувався замок, влаштовані тераси виноградника та стоїть будиночок виноградарів, стилізований під античний храм. З містечка на вершину пагорба у двір замку ведуть кам'яні сходи. Крім того, із західного боку є ворота у стіні.
Від північного кута замку оборонна стіна веде до колишньої ратуші. Стіна на південному сході, що спускалася в минулому до єдиних внутрішніх воріт містечка, збереглася лише частково. Від донжона до північно-східного кута головної будівлі йде зовнішня стіна фортеці. Фортечний двір поділено на дві частини, західну та південно-східну — стіною, що починається від південно-східного кута будинку. Частину західного двору займає будівля економа (колишня стайня), перекрита односхилим дахом. На його стіні намальовано герб, що належав, ймовірно, Якобу Шулеру, наміснику землі Верденберг у 1565—1568 pp. Стіни, що оточують південно-східний двір, все ще зберегли залишки бійниць. У кутку двору знаходиться облоговий колодязь. Стіни, що дійшли до наших днів, невисокі, що наводить дослідників на думку, що раніше існували додаткові, втрачені нині оборонні споруди. Вони могли б перебувати на місці сучасної ратуші міста Верденберг.
У 1977—1978 роках за завданням будівельного департаменту кантону Санкт-Галлен було проведено велику зовнішню реставрацію замку. Керували реставрацією Управління у справах наземного будівництва кантону, місцеві архітектори Бергер та Фукс (Berger und Fuchs), а також Хансрюді Дічі (Hansruedi Dietschi). Консультанти — кантональний спеціаліст з охорони пам'ятників Беніто Боарі (Benito Boari), експерти Швейцарської Комісії з охорони пам'яток Альберт Кнепфлі (Albert Knoepfli) та Бернхард Андерс (Bernhard Anders).

## Головна будівля

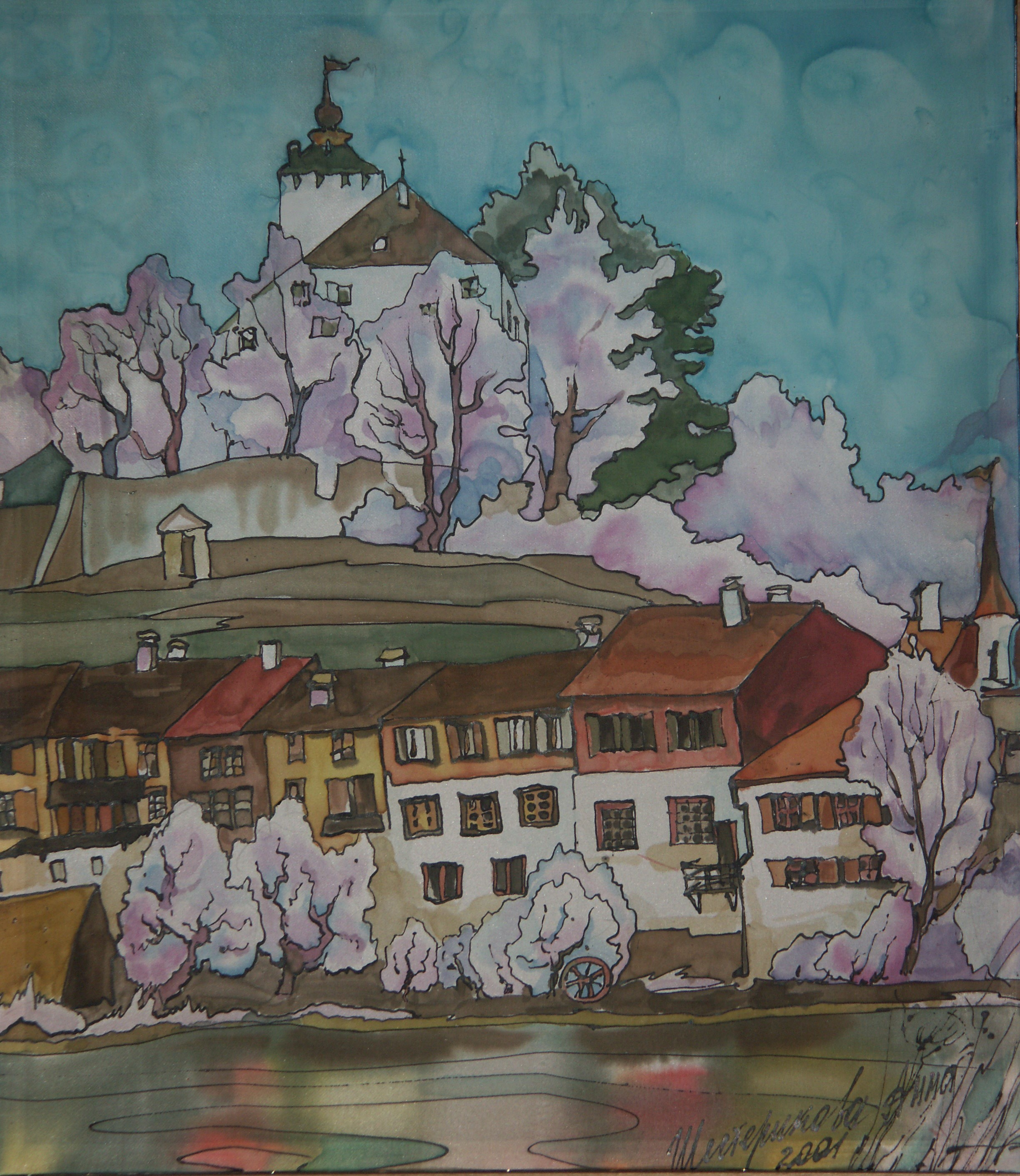
Верденберг, розпис по шовку Анни Шестерікової

У нижній частині головної будівлі (нім. Palas) лише кілька вузьких вікон для пропуску світла, у той час як верхні поверхи, крім північно-західного фасаду, мають порівняно багато вікон різної форми: одиночних, здвоєних і поступчастих. Під вікнами верхнього житлового поверху видно отвори для балок, які дозволяють припустити наявність у минулому бойового обходу. Крутий вальмовий чотирисхилий дах лежить на основі пізньосередньовічного оборонного обходу, який вгадується з боку, зверненого до пагорба, за наявності бійниць і стінних зубців. На західній стіні видно башту, яка в минулому, швидше за все, вела до оглядового майданчика.
Могутні двостулкові двері, збиті з брусів каштанового дерева, сильно постраждали від мінливості погоди протягом століть. Вони були створені за часів Пізнього чи навіть Високого Середньовіччя. Двері вціліли під час пожежі 1695 року.
Герб Верденберга з чорним церковним прапором, намальований на парадному південному фасаді, схожий на герб із Цюріхського гербовника 1340 р., що зберігається у Швейцарському Краєзнавчому Музеї. Він замінив собою зображення святого Фрідоліна, намальоване на стінах у двадцятих роках ХХ століття.
Основа вежі-донжона складена з грубо обтесаних каменів і, на противагу палацу, не оштукатурена. Те саме стосується і цоколя південно-західної стіни палацу. Верхня частина вежі (приблизно третина від загальної висоти), споруджена в пізніший час і оштукатурена, завершується вінцем із зубців, за якими знаходиться оборонний майданчик, що зберігся до наших днів. Чотирьохсхилий намет даху увінчаний барочною баштою з куполом-цибулиною.

## Перший поверх
Від зовнішніх дверей до внутрішнього порталу ведуть сходи, перекриті коробовим склепінням. Середньовічні двостулкові двері порталу зберегли потужні поперечні балки та засуви з декоративними дерев'яними шишками. Товщина стіни вказує на те, що раніше це була зовнішня стіна головної будівлі.
За дверима знаходиться висока зала, перекрита коробовим і хрестовим склепінням. Зліва від входу пролом у стіні вежі-донжона, який був зроблений у XVII чи XVIII ст. Пролом веде у високе приміщення з неоштукатуреними стінами, яке служило в минулому як в'язниця. Спочатку потрапити до нього можна було лише через люк у стелі, який вів у замкову кухню.
Друга в'язниця знаходиться з північного боку донжона. У це низьке приміщення без вікон можна заглянути через люк у дерев'яній підлозі кімнати, в яку можна потрапити кам'яними сходами у вестибюлі.
На проміжному поверсі головної будівлі знаходяться караульні приміщення, в яких сьогодні розміщується кантональна колекція зброї. Основу експозиції становить багата колекція зброї, яку у 1981 р. подарував кантону Санкт-Галлен інженер Ганс Брашлер (Hans Braschler), начальник кантонального управління у справах меліорації та вимірювань. Надалі вона була доповнена експонатами з кантональної палати зброї. У північній стіні головної кімнати влаштовано дві середньовічні віконні ніші із сидіннями. Тут же знаходяться аркові двері, які в минулому були або дверима входу, розташованого високо над поверхнею землі, або служили для втечі із замку. Висока стеля була підвішена на п'яти висячих кроквах в 1781 році. У сусідньому приміщенні влаштована пізніша піч, що замінила собою камін у головній кімнаті.

## Другий поверх
Балкова стеля вестибюля другого поверху датується 1697 р. Він лежить на дерев'яній колоні, увінчаній капітелью у формі рогатки. Підлога вистелена вапняковими плитами. На стінах намальовано герби гларнських землеуправителів. Герби були сильно поновлені, а деякі заново намальовані за керуючого Йоганна Цвейфеля (Johannes Zweifel) після того, як замок вигорів під час пожежі 1695 року. Ліворуч від входу в Лицарський Зал розташований герб Гілті, який нагадує про Йоганна Ульріха Гілті, який купив замок у 1835 році.
У вестибюлі знаходиться дошка із зображенням сцени розп'яття: Христос на хресті з ангелами, які збирають його кров, Марією, Іоанном, Марією Магдаленою та Св. Галлієм, зображеними на золотому тлі. Верхня дуга рами оздоблена фризом із спіралеподібних завитків. У нижній частині картини підпис та дата — 1539 рік. За стилем картина належить ранньому Ренесансу, художник невідомий. Картина перенесена в замок із невідомої церкви на околицях Санкт-Галлена.
Панські приміщення знаходяться на північ від вестибюлю. Планування кімнат барокове і відноситься, в основному, до часу Гілті. Меблі та інша обстановка були придбані в XIX столітті і є чудовим прикладом того, як обставлялися тоді репрезентативні житлові приміщення в історичному стилі. В основному, меблювання витримане в стилі Бідермайєр, але є і шафи, буфети та годинник підлоги в стилі бароко. Галерея картин складається з портретів з XVII по XIX століття, які лише частково пов'язані з Верденбергом, а також міських пейзажів та літографій XIX століття. Деякі з кахельних печей стоять на старих постаментах і до цього дня можуть використовуватися для опалення приміщень. Дрова в них закладаються з боку вестибюлю.
Лицарська кімната в північно-східному кутку і прилегла до неї кімната Суду після 1695 року були перекриті барельною стелею. Підлога вистелена широкими дерев'яними дошками. Стіни виконані простими дерев'яними панелями. У стінах влаштовано сім ніш із тричастинними східчастими вікнами. Велика кахельна піч, ймовірно, була споруджена з двох різних початкових частин. Вона облицьована зеленим обливним кахлем, по краях біло-блакитні кахлі з мальовничими медальйонами. На спинці пічного сидіння зображення фантастичного замку, що приписується Каспару Руошталлеру (Caspar Ruostaller, 1707-1777) з Лахена. Над ним кахель із зображенням Бога-Отця. На стіні портрети Ганса Ульріха Гілті (Hans Ulrich Hilty, 1720-1760) та подружжя Йоганна Ульріха Гілті (Johann Ulrich Hilty) та Елізабет Кіліас (Elisabeth Kilias, † 1847 р.), що купили замок у 1835 р.
У кімнаті Суду стоїть біла піч 1770 року у стилі рококо, прикрашена кахлями з візерунками та ландшафтними сценами. На стінах портрети Йоганна Шлепфера (Johannes Schläpfer, 1725-1804) та його дружини Ганни Гонценбах (Anna Gonzenbach, 1742-1825 рр.), Георга Леонхарда Шлепфера-Хірцеля (Georg Leonhard Schläpfer-Hirzel, 1766-1840 рр.) та Камілло Віго (Camillo Vigo) з Генуї, компаньйона Шлепферів. Шлепфери володіли замком із 1829 по 1835 рік.
Сусідні два приміщення колись були єдиним цілим. Очевидно, у яких розташовувався архів землеуправителей. Пізніше тут влаштували житлову кімнату та кабінет. У передпокої стоїть сильно зменшена зелена кахельна піч з плитками XVII і XVIII ст.
З вестибюля коридор, перекритий хрестовим склепінням, веде до середньовічної кухні. У цьому колись просторому приміщенні зберігся відкритий камін. У ХІХ ст. кухня була поділена на окремі приміщення, у західній стіні було пробито вікно.
Зліва від сходів знаходяться два приміщення, стіни яких оздоблені дерев'яними панелями. Спочатку вони були квартирою, в якій жив виноградар, потім у них влаштували аптеку та прийомну лікаря медицини Ульріха Гілті (1827—1906 рр.).
Дослідження стін головної будівлі на цьому поверсі виявили залишки романської ніші та ранньоготичного вікна чи проходу. Це дозволяє зробити висновок про те, що за часів Високого Середньовіччя головна будівля була двоповерховою.

## Третій поверх
План третього поверху схожий на план другого. Потужна стеля також лежить на дерев'яній колоні з капітелю у формі рогатки. На поверсі розташовані три спальні, у кожній з яких є тричасткове східчасте вікно. Ніші вікон перекриті плоскими арками. Меблі та облицювання стін скромні. У східній кімнаті спальня відокремлена від будуару дерев'яною перегородкою із дверима по центру. Кубична піч класичного стилю з блакитними кахлями підписана Самуелем Шпіллером (Samuel Spiller) та пічними справами художником Генріхом Еглі (Heinrich Egli). Вона складена 1809 року. Друга піч — масивна вежа, увінчана куполом і рясно прикрашена зображеннями людей, звірів та ландшафтів у блакитному кольорі. На вершині невідомий герб (три зірки та дата 1741 р.), можливо це герб Руоштальської майстерні.

## Четвертий поверх
На четвертому поверсі (горищі) раніше розташовувалася комора. Нині тут знаходиться Рейнський музей. Уздовж стіни в Пізнє Середньовіччя було влаштовано бойовий обхід, із зубцями та бійницями для гармат. Дерев'яний дах із підвісними кроквами був заново відбудований після пожежі 1695 р. Приблизно посередині її підтримує стіна з товстих дерев'яних опор. З комори через широкі двостулкові двері можна потрапити до вежі-донжону, до приміщення колишньої збройової. Над аркою дверей гризайль із зображенням гармати та рушниці, прикрашений візерунком із листям аканта та написом «Pro Armis et Focis». Західну стіну збройової кімнати прикрашає герб землеуправителя Петера Кеніга фон Гларус (Peter König von Glarus, 1709/12 рр.). Під ним зображення ведмедя. В даний час у збройовій розташовується майстерня художника, і вхід до неї для відвідувачів закритий.

## Вершина башти
З горища по дерев'яних сходах можна піднятися у вище розташоване приміщення всередині башти-донжона. Зараз воно використовується як кімната, де діти можуть помалювати, поки батьки оглядають замок. Тут же, на спеціальній дошці, вони можуть залишити свої побажання щодо покращення музею.
Сходами, прибудованими до стіни вежі, відвідувачі піднімаються на вершину вежі, де знаходиться бойова платформа, оточена подестом і зубцями. Майже весь простір платформи займає тривимірний прототип кантону Санкт-Галлена. Башта перекрита високим дерев'яним дахом, який був збудований після пожежі 1695 р. Цибулинний купол на вершині даху з'явився в 1780 р.

## Легенди
Три черепи Давним-давно у підвалах замку було виявлено три дуже старі черепи. На одному були виразно видно сліди залікованої рани. Згідно з легендою вони належали комусь із графів-власників замку і мають чарівну силу. Кажуть, що замок стоятиме доти, доки існують черепи. Насправді черепи давно зникли, а замок, як і раніше, стоїть, хоч і вигорів вщент двісті і триста років тому.
Невинний Зурбергер зі Штудена (Surberger von Studen) Згідно з легендою якогось Зурбергера було заарештовано і несправедливо засуджено до смерті. Справжньому злочинцеві вдалося вийти сухим з води. Після смерті дух Зурбергера не зміг знайти спокій і досі знаходиться в підвалах замку. Опівночі у підвалі можна почути його голос: "Зурбергер невинний, Зурбергер невинний...".